# Catálogo de exposición

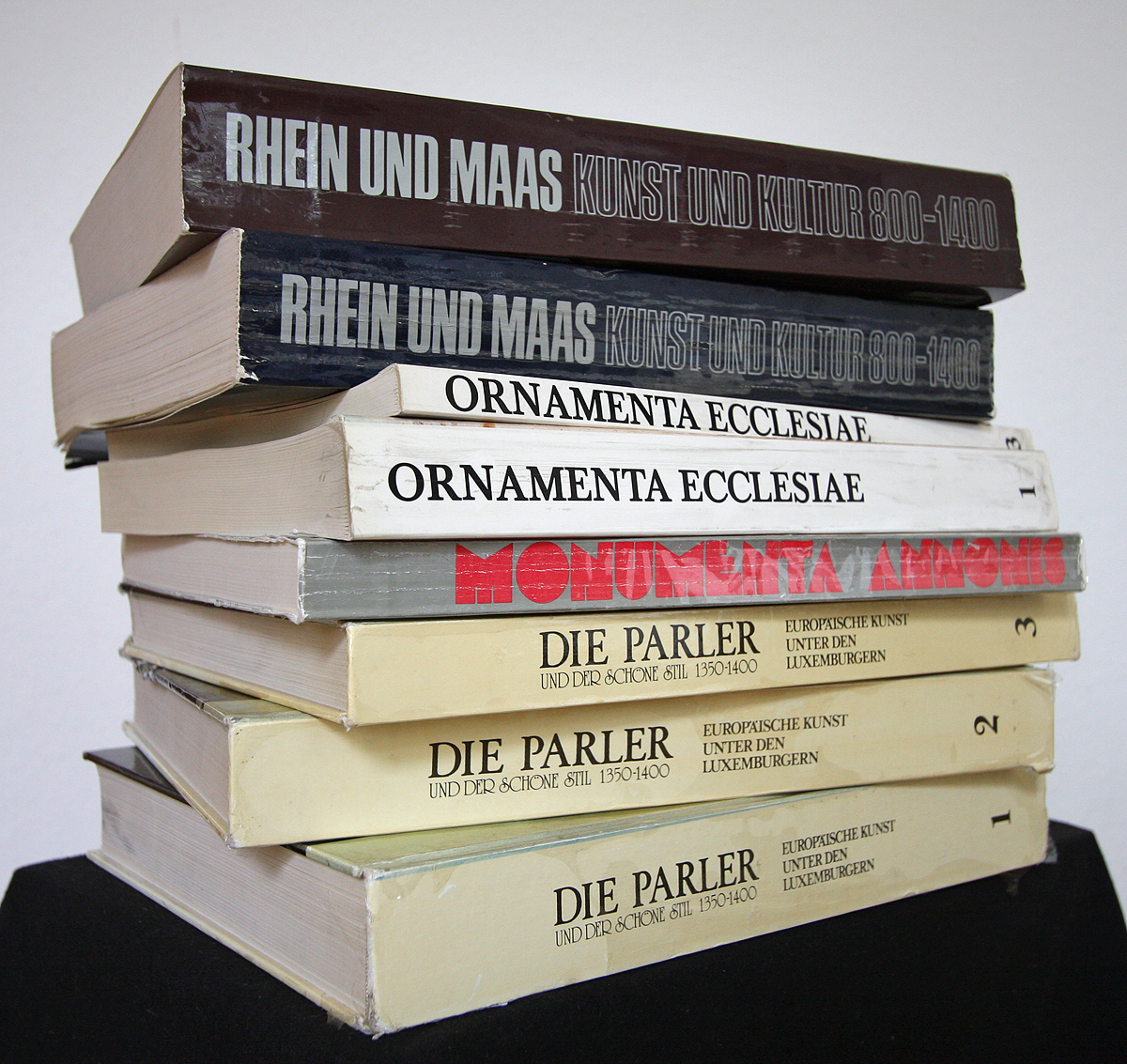
Catálogos de las grandes exposiciones extraordinarias del Museo Schnütgen de Colonia.

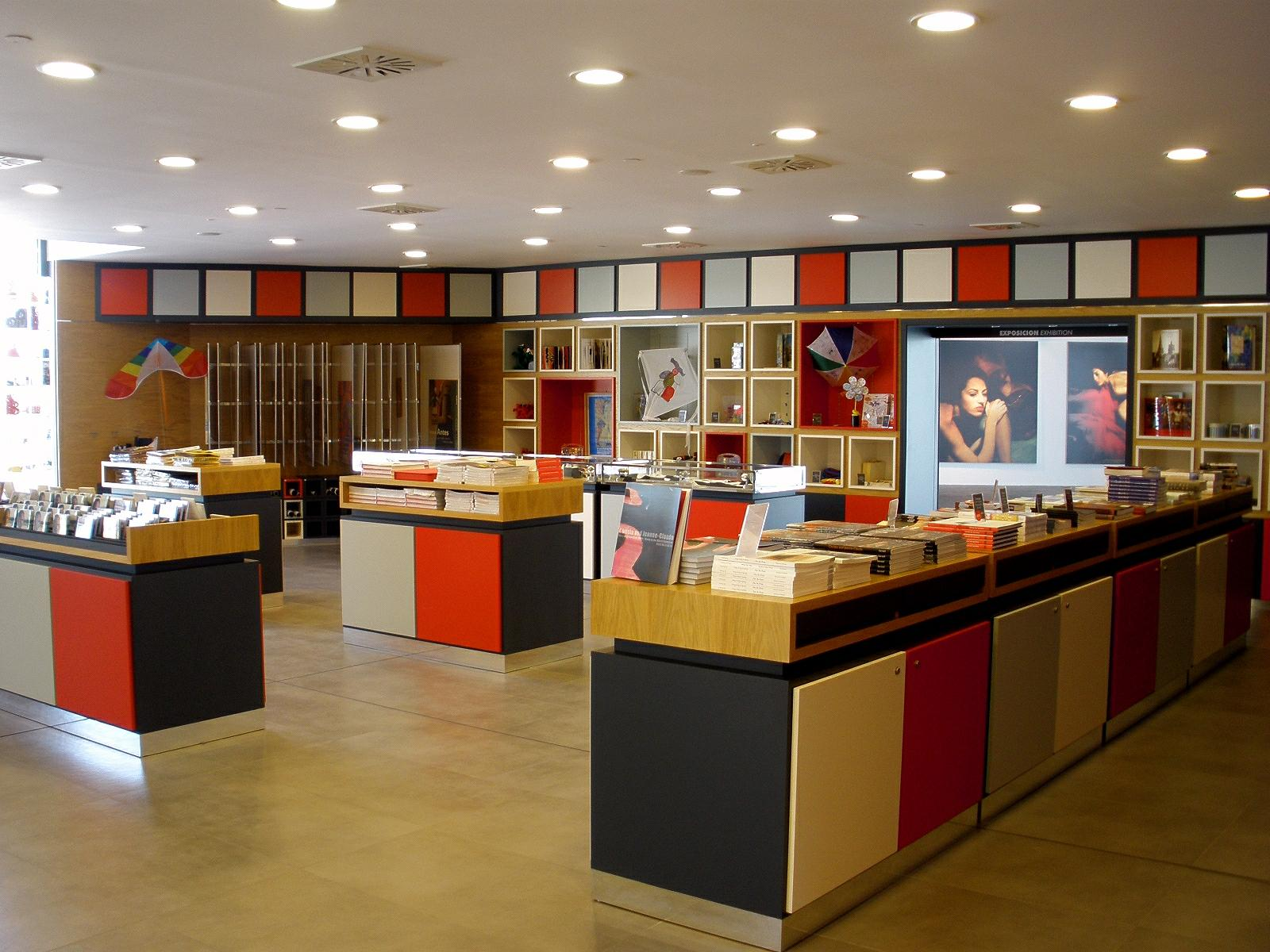
Tienda de museo que vende catálogos de exposición

El catálogo de exposición es un medio impreso en forma de un listado con aclaraciones de aquello que se muestra en una exposición. Puede variar en cuanto a contenido y formato, desde una mera lista, pasando por un volumen ilustrado con ensayos o textos explicativos, sección de catálogo y anuncios referidos al tema, hasta un dispendioso Coffee table book.
En principio se pueden distinguir, según el propósito de la exposición, dos tipos básicos de catálogos. Pueden existir catálogos sobre objetos expuestos que no están a la venta y que se publican con fines de educación pública (por ejemplo en educación de museos) o sobre objetos expuestos para la venta. Algunos catálogos reúnen ambos propósitos. Los catálogos de exposición de todos estos tipos se conocen desde el siglo XIX. Pueden poseer un muy alto valor como fuentes para la investigación, dado que informan sobre nuevos desarrollos en muchas áreas temáticas y proporcionan datos precisos referidos a las obras. En muchos casos, los editores de los catálogos de exposición son las instituciones de los Museos, fundaciones, asociaciones de artistas, vendedores de obras de arte, asociaciones creadas especialmente para realizar una exposición determinada, empresas de eventos del área de exposiciones y entidades de derecho público.
Es habitual que los catálogos de exposición incluyan fotografías a color de todos los objetos expuestos, así como otros materiales relevantes, también cuando estos no se muestren en la exposición. La así llamada «sección de catálogo» describe formalmente los objetos expuestos. En el área artística frecuentemente contienen ensayos sobre planteamientos relevantes, una bibliografía y un aparato crítico. Los proyectos de catálogo de mayor envergadura pueden aparecer como publicación en varios tomos, lo típico en estos casos es que exista un volumen para textos de aclaración y otro para el catálogo propiamente tal.
El abaratamiento de costos de la impresión a cuatro colores en los años 1960 también introdujo cambios en los materiales de documentación que acompañan a las exposiciones de museos. Los catálogos de los museos para sus exposiciones extraordinarias o especiales son hoy en día frecuentemente bastante más detalladas que los catálogos de las exposiciones permanentes. Se venden en ediciones de tapas blandas (o de tapas duras, las que pueden tener un precio aproximadamente un 15% superior). Los proyectos para la producción de catálogos de exposiciones en los museos financiados con medios públicos se asignan habitualmente por medio de un procedimiento de licitación pública. 
Los catálogos de exposición son distribuidos por los organizadores de las exposiciones en sus instalaciones de servicios, en las tiendas de los museos y a través de las librerías. Según cuál sea el propósito y modo de financiamiento de la exposición, pueden estar a la venta o se distribuyen a los visitantes de manera gratuita.

## Galería

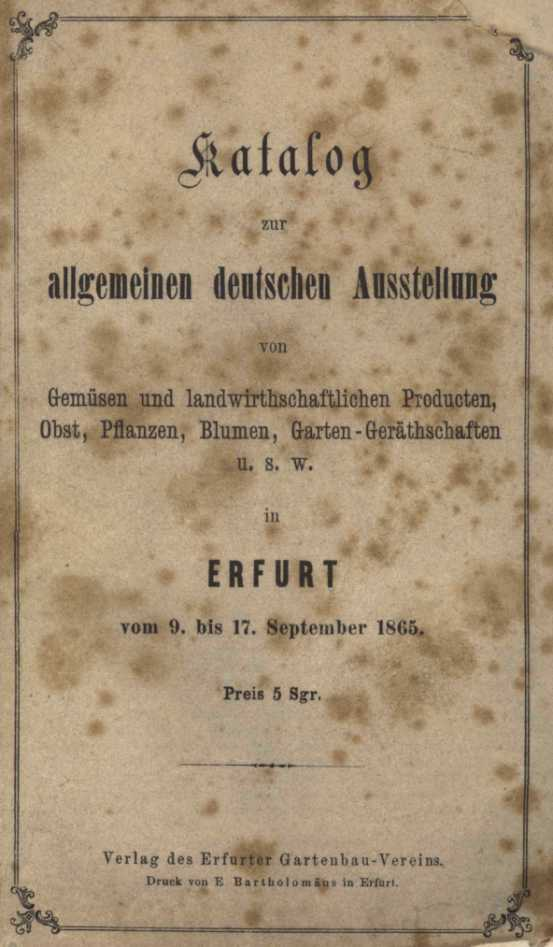
Catálogo de una exposición sobre diseño y construcción de jardines de 1865, Erfurt
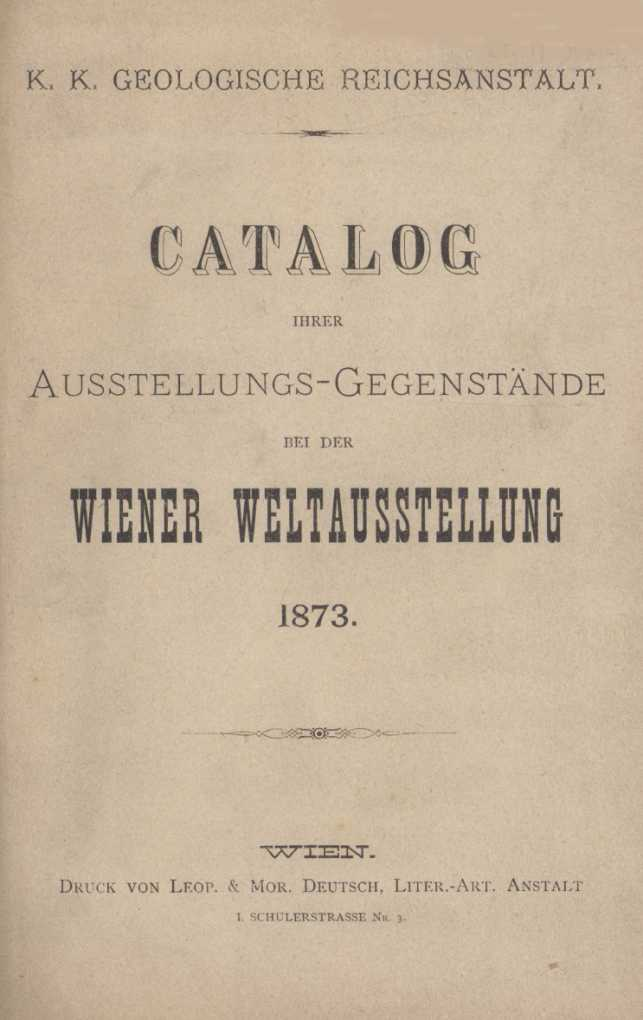
Catálogo de exposición de la Geologische Reichsanstalt de 1873, Viena
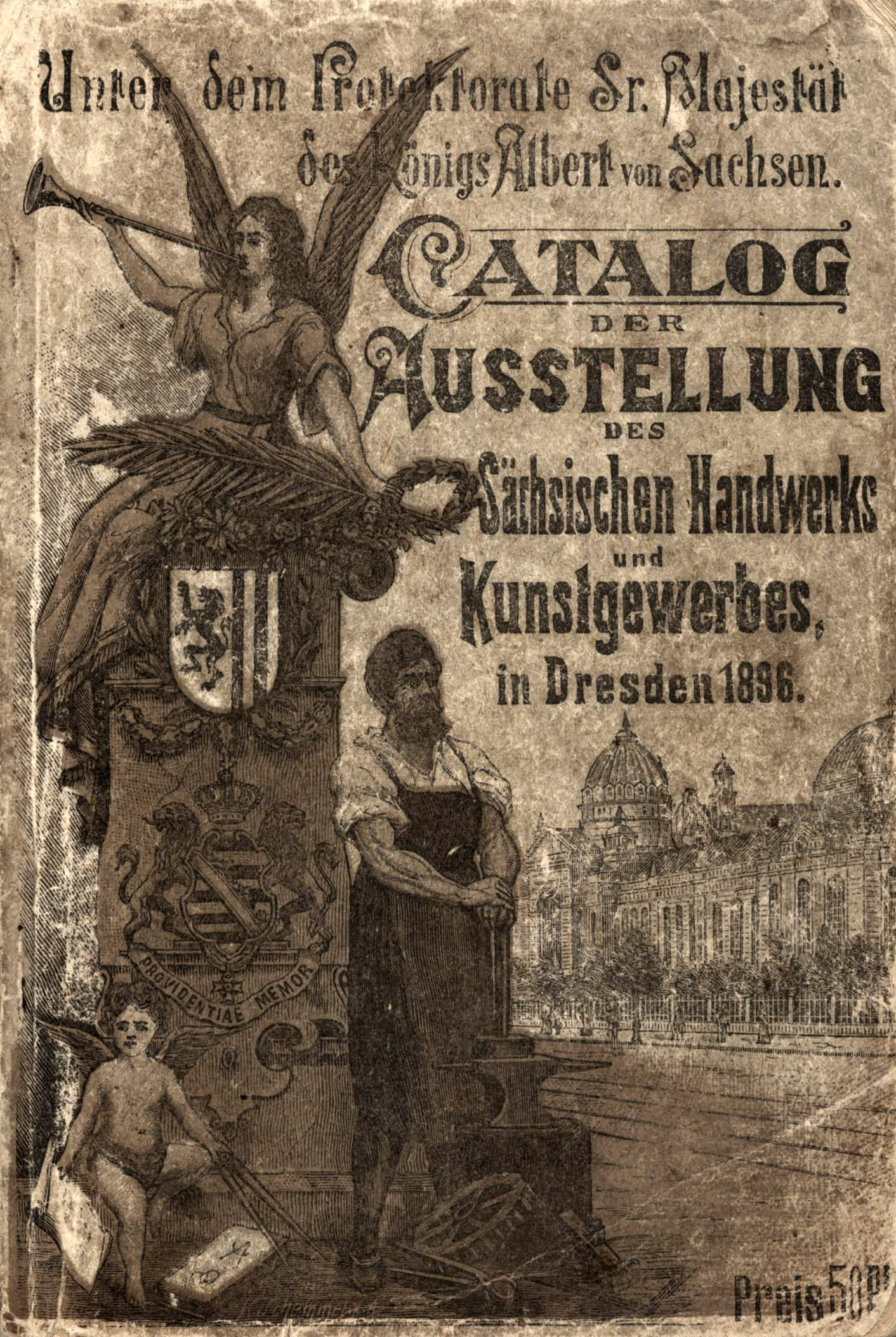
Catálogo de una exposición comercial del año 1896, Dresde
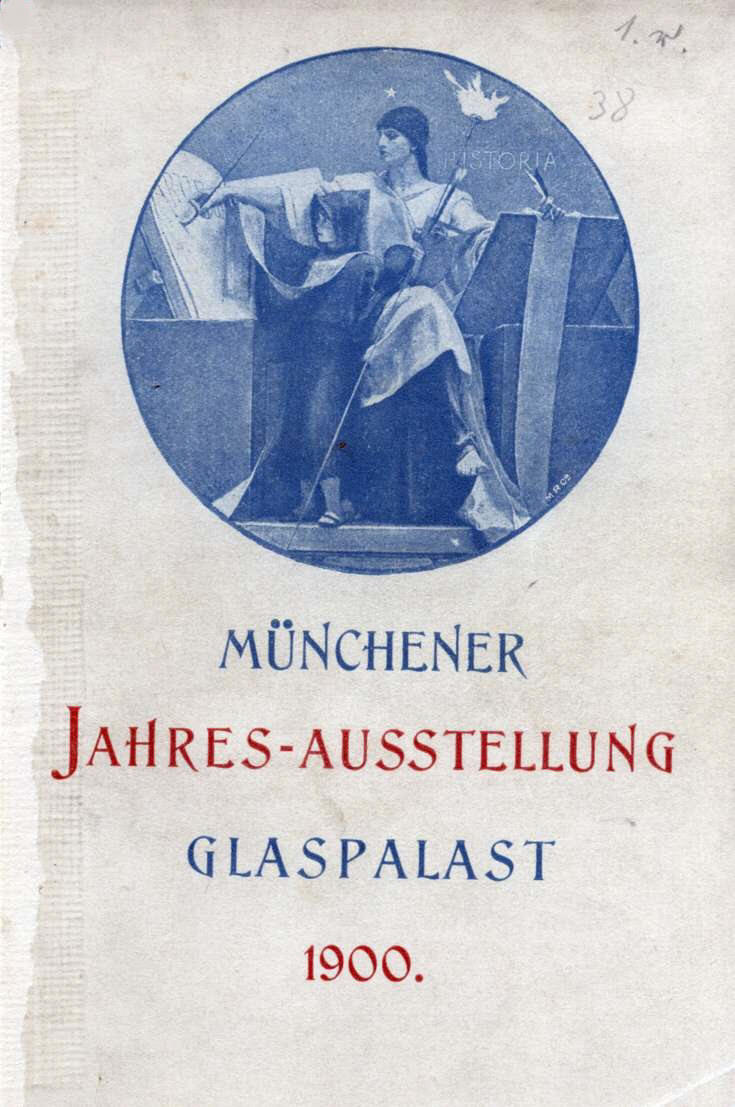
Catálogo de una exposición de arte de 1900, Múnich